# Midhat Gluhačević
Midhat Gluhačević (* 2. Juni 1965; † 14. März 2005) war ein Fußballspieler aus Bosnien und Herzegowina.

## Sportliche Laufbahn
Gluhačević begann seine Karriere beim FK Sarajevo und wechselte 1989 zum NK Osijek. In der Winterpause 1990/91 wagte er den Sprung zum SC Freiburg in den bundesdeutschen Profifußball. Dort bestritt er 21 Spiele in der 2. Bundesliga und schoss dabei ein Tor.
Von 1992 bis 1995 lief er für den BSV Brandenburg auf. Hier war er 72-mal in Punktspielen der damals drittklassigen NOFV-Amateur-Oberliga und nach einer Ligenreform in der Regionalliga Nordost aktiv. Außerdem bestritt er für die Brandenburger auch Relegationsmatches für den Aufstieg in die 2. Bundesliga und Partien um die Deutsche Amateurmeisterschaft.
Von 1995 bis 1998 spielte er für den 1. FC Passau. In der Saison 1998/99 spielte er für 1. FC Schweinfurt 05. Von 1999 bis 2001 spielte er wieder für den 1. FC Passau, danach folgten zwei Jahre beim SSV Jahn Regensburg. Am 14. März 2005 starb Gluhačević an Krebs.